# Old Me
"Old Me" é uma canção da banda de pop rock australiana 5 Seconds of Summer, gravada para o quarto álbum de estúdio da banda Calm (2020). Foi composta por Luke Hemmings, Ashton Irwin, Brian Lee, Alexandra Tamposi, William Walsh, Andrew Wotman, Louis Bell e Andre Proctor, sendo produzida pelos três últimos. Foi lançada como single promocional em 21 de fevereiro de 2020 através da Interscope e Polydor, a faixa foi enviada para rádios mainstream na Itália em 6 de março de 2020, servindo como o quarto single do álbum.

## Antecedentes e lançamento
A música foi lançada nas redes sociais da banda em 19 de fevereiro de 2020, junto com uma foto mostrando cada membro da banda quando eram mais crianças. A faixa foi lançada dois dias depois, como o quarto single do quarto álbum de estúdio da banda Calm.

## Videoclipe
O videoclipe para acompanhar o lançamento de "Old Me" foi lançado no YouTube em 10 de março de 2020.

## Desempenho nas tabelas musicas
| Tabela musical (2020)                             | Melhor posição |
| ------------------------------------------------- | -------------- |
| Austrália (ARIA)                                  | 39             |
| Bélgica (Ultratop 50 de Flandres)                 | 50             |
| Bélgica (Ultratip Bubbling Under da Valônia)      | 8              |
| Irlanda (IRMA)                                    | 70             |
| Lituânia (AGATA)                                  | 79             |
| Países Baixos (Dutch Top 40)                      | 26             |
| Países Baixos (Single Top 100)                    | 61             |
| Nova Zelândia Hot Singles (RMNZ)                  | 3              |
| Portugal (AFP)                                    | 189            |
| Estados Unidos (Billboard Bubbling Under Hot 100) | 5              |
| Estados Unidos (Billboard Mainstream Top 40)      | 30             |

## Históricos de lançamentos
| Local          | Data                    | Formato                    | Gravadora          | Ref.   |
| -------------- | ----------------------- | -------------------------- | ------------------ | ------ |
| Vários         | 21 de fevereiro de 2020 | Download digital streaming | Interscope Polydor | [ 21 ] |
| Itália         | 6 de março de 2020      | Rádios mainstream          | Universal          | [ 4 ]  |
| Estados Unidos | 10 de março de 2020     | Rádios mainstream          | Interscope Polydor | [ 22 ] |